# André Parrot
André Parrot (15. února 1901, Désandans (dep. Doubs, Francie) – 24. srpna 1980 Paříž) byl francouzský archeolog světového významu, od 1964 člen Francouzské akademie věd, objevitel sumerského města Mari.
André Parrot studoval nejprve protestantskou teologii na pařížské Sorbonně, později na École du Louvre v Paříži a na École archéologique française de Jérusalem. V letech 1926 - 1927 pracoval na vykopávkách v syrském Nejrabu, 1927 - 1928 vedl francouzskou výpravu v libanonském Baalbeku. V letech 1931 až 1933 pracoval na vykopávkách sumerských měst Lagaš, Girsu a Larsa, kterou roku 1933 identifikoval na úpatí pahorku Senkere.
Tuto lokalitu shledal tehdy ve velmi zpustošeném stavu, neboť pro místní šejky byl pahorek lákavým zdrojem příjmů z prodeje archeologických památek. Irácká vláda, pro niž Parrot pracoval, sice začala kopec hlídat, ale Parrot musel po několika měsících práci pro neshody s vládou ukončit.
Parrot odjel z pověření správy Louvru do Sýrie, kde v její nejvýchodnější části asi 3 km od západního břehu Eufratu začal kopat na pahorku Tell Charírí (Sýrie byla v té době pod francouzskou správou). Přivedl ho sem náhodný nález sumerské sochy na jaře 1933, když tu místní beduíni kopali hrob. Když se 23. ledna 1934 objevily první sošky a nápisy, Parrot zjistil, že nalezl nejzápadnější sumerské město Mari. Francouzská vláda pak vyčlenila zvláštní fondy na průzkum místa, muzeum v Louvru vytvořilo pracovní tým, armáda expedici zabezpečovala technicky. Přes potíže a tragédie (dva členové expedice zahynuli roku 1936 při automobilové nehodě) vykopávky pokračovaly až do září 1939.
V Mari byl objeven obrovský archív, čítající přes dvacet tisíc hliněných tabulek, množství soch a keramiky. Byly objeveny čtyři chrámy včetně zikkuratu, základy ohromného královského paláce z konce 3. tisíciletí př. n. l.; jeho posledním obyvatelem byl král Zimrilim, který byl poražen Chammurapim. Perrot napsal o Mari kromě monografií dvě podrobné knihy - Mezopotamská archeologie (1946) a Sumer (1960).
Parrot byl roku 1937 jmenován profesorem orientální archeologie a dějin umění École du Louvre, od 1946 hlavním konzervátorem muzea v Louvru a v letech 1958-1962 jeho ředitelem. Byl také generálním sekretářem francouzské komise pro archeologické výzkumy. Roku 1958 byl jmenován důstojníkem Čestné legie, za účast v protinacistickém odboji dostal válečný kříž 1939-1945.